# Oleg Sytchev
Oleg Nikolaïevitch Sytchev (en russe : Олег Николаевич Сычев) est un joueur russe de volley-ball né le 29 avril 1988 à Vorochilovgrad (aujourd'hui Louhansk, alors en RSS d'Ukraine). Il mesure 2,09 m et joue central.

## Clubs
| Club                      | De        | À         |
| ------------------------- | --------- | --------- |
| Metalloinvest Stary Oskol | 2007-2008 | 2008-2009 |
| Lokomotiv Belgorod        | 2009-2010 | 2011-2012 |
| Goubernia Nijni Novgorod  | 2012-2013 | ...       |

## Palmarès
- Championnat du monde des moins de 21 ans
  - Finaliste : 2007
- Championnat du monde des moins de 19 ans (1)
  - Vainqueur : 2005
- Championnat d'Europe des moins de 21 ans (1)
  - Vainqueur : 2006
- Coupe de la CEV (1)
  - Finaliste : 2014
- Coupe de Russie (1)
  - Vainqueur : 2012
- Supercoupe de Russie
  - Perdant : 2010